# Sistotrema pteriphilum
Sistotrema pteriphilum é uma espécie de fungo pertence à família Hydnaceae.